# 아일랜드의 대통령 관저

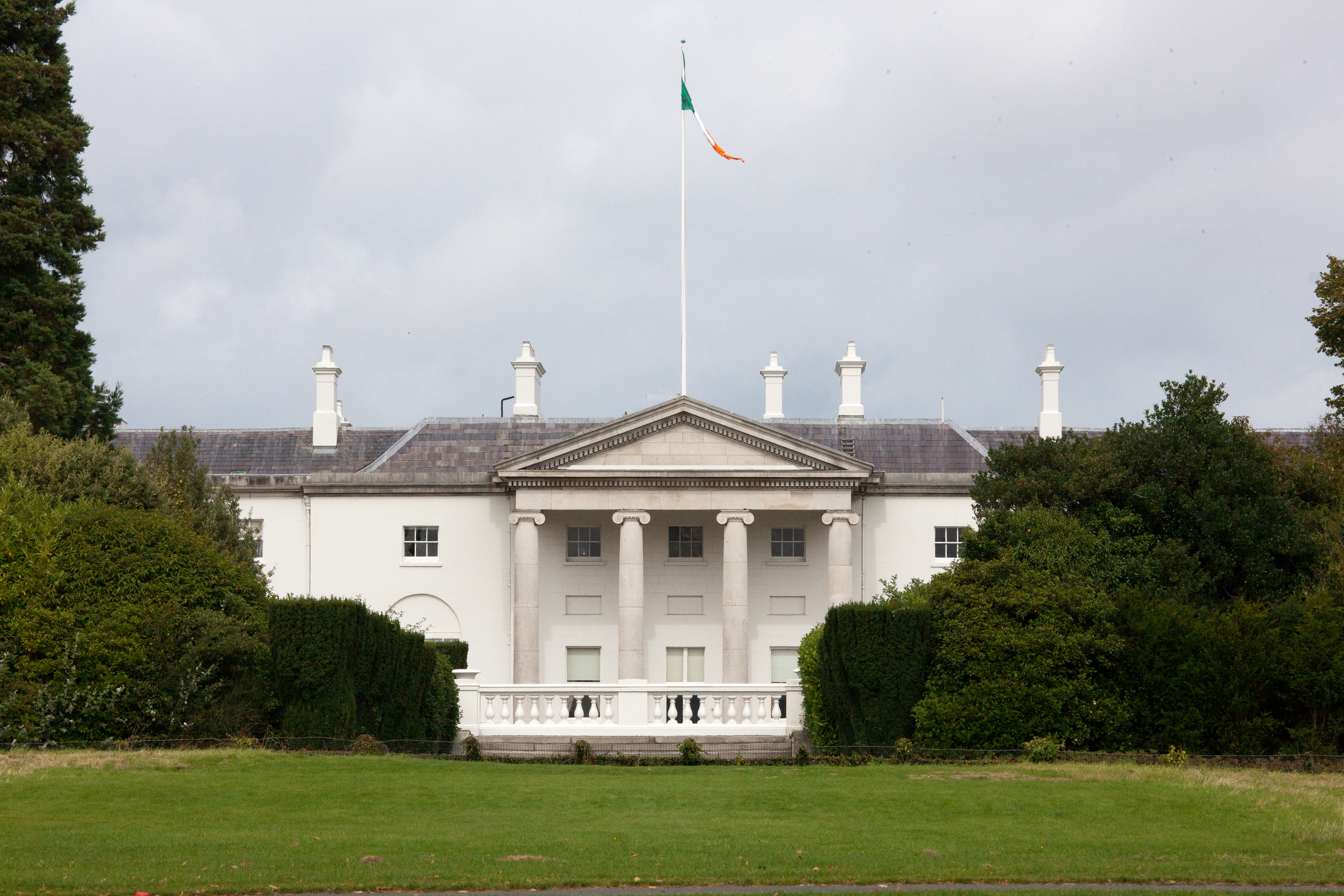
북쪽 모습

아일랜드의 대통령 관저(Áras an Uachtaráin, 아일랜드어 발음: [ˈaːɾˠəsˠ ənˠ ˈuəxt̪ˠəɾˠaːnʲ])는 이전 총독 별장으로, 아일랜드의 대통령의 관저이자 주요 작업 공간이다. 더블린 피닉스 파크의 체스터필드 애비뉴에 위치해 있다. 건물 설계는 아마추어 건축가 너다니엘 클레멘츠의 공로를 인정받았지만 전문가(바스의 존 우드, 에드워드 로벳 피어스 경, 리처드 카셀스)의 지도를 받아 1751년에서 1757년 사이에 완성되었을 가능성이 높다.